# Junkers Ju 89
Junkers Ju 89 byl celokovový těžký čtyřmotorový bombardér s dvojitou SOP navržený německým leteckým výrobcem Junkers pro Luftwaffe v období před druhou světovou válkou. Celkem byly postaveny dva prototypy, do sériové výroby se typ nedostal. Některé prvky jeho designu byly následně využity do letounů Junkers.

## Vývoj
Od samého počátku Luftwaffe v roce 1933 si generál Walther Wever, náčelník generálního štábu Luftwaffe, uvědomoval roli strategického bombardování v budoucím konfliktu. K tomuto účelu byl zapotřebí tzv. Langstrecken-Grossbomber (dálkový těžký bombardér).
V rámci programu Ural bomber začal tajné rozhovory s dvěma předními leteckými výrobci v Německu - Dornier a Junkers. Tyto dvě společnosti zareagovaly návrhy Dornier Do 19 a Junkers Ju 89. Říšské ministerstvo letectví v roce 1935 objednalo prototypy obou letadel. Oba stroje se jevily slibně, ale doplatily na změnu vedení uvnitř Luftwaffe. Wever zemřel při letecké havárii 3. června 1936 a jeho nástupci, Ernst Udet a Hans Jeschonnek, preferovali menší a méně nákladná letadla (a také jiného zaměření, např. pro přímou podporu na bojišti). Nedostatek německých strategických bombardérů se projevil v bitvě o Británii.
Zkoušky obou prototypů pokračovaly i po 29. dubnu 1937, kdy byl program Ural Bomber oficiálně ukončen. Později tyto stroje sloužily jako zkušební v civilním letectví.
První prototyp Junkers Ju 89 V1 (Werk-Nr.4911, imatrikulace D-AFIT) byl poháněn čtveřicí motorů Junkers Jumo 211 A o maximálním výkonu po 790 kW s vrtulemi Junkers-Hamilton. Letoun byl zničen při nehodě 6. února 1938.
Druhý prototyp Ju 89 V2 (Werk-Nr.4912, D-ALAT), zalétaný na počátku roku 1937, měl instalované kapalinou chlazené dvanáctiválcové vidlicové pohonné jednotky Daimler-Benz DB 600 A o maximálním výkonu po 684 kW s vrtulemi VDM.
Třetí prototyp Ju 89 V3 (Werk-Nr.4913) společnost Junkers přestavěla na transportní letoun Junkers Ju 90.
První a druhý prototyp sloužily během invaze do Norska jako transportní u jednotky KGr.z.b.V. 105.

## Specifikace (Ju 89 V2)

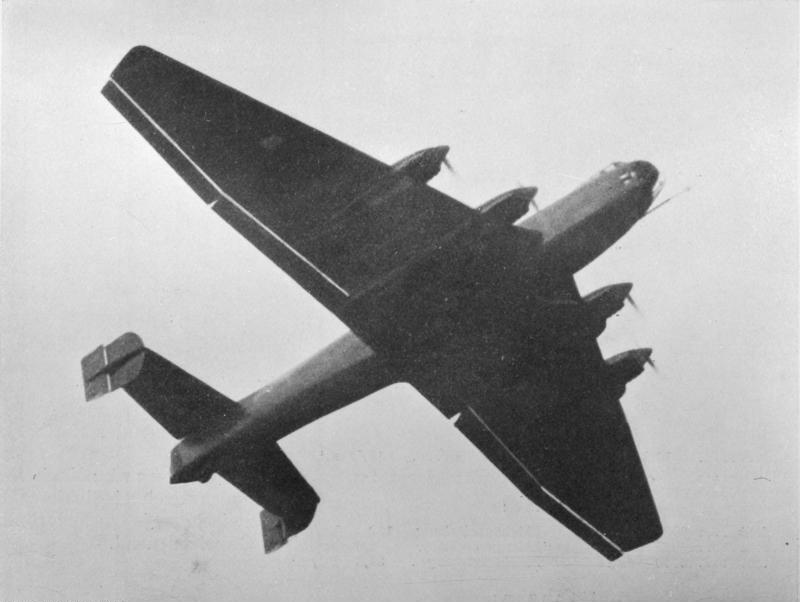
Junkers Ju 89 v letu (1937)

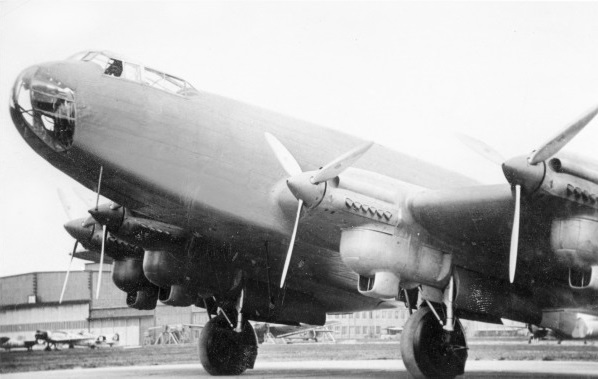
Ju 89 V2

Údaje podle

### Technické údaje
- Posádka: 9
- Délka: 26,50 m (86 stop 11 palců)
- Rozpětí: 35,27 m (115 stop 8 palců)
- Výška: 7,61 m (24 stop 11 palců)
- Nosná plocha: 184 m² (1979 stop²)
- Prázdná hmotnost: 16 866 kg (37 480 liber)
- Vzletová hmotnost: 22 620 kg (50 266 liber)
- Max. vzletová hmotnost: 27 580 kg (61 160 liber)

### Výkony
- Maximální rychlost ve výšce 5000 m: 390 km/h (241 mph)
- Maximální rychlost u země: 350 km/h
- Cestovní rychlost: 315 km/h
- Dolet: 2 000 km (1862 mil)
- Dostup: 7 000 m (22 960 stop)
- Plošné zatížení: 112 kg/m² (25,4 liber/stop²)
- Výkon / hmotnost: 0,06 hp/lb

### Výzbroj (plánovaná pro verzi Ju 89 A)
- 2 × 20mm kanón MG FF
- 2 × 7,92 mm kulomet MG 15
- 1 600 kg (3 520 liber) pum